# Aleksandr Bek
Aleksandr Alfrédovich Bek (en ruso: Алекса́ндр Альфре́дович Бек; Sarátov, Imperio ruso, 21 de diciembre de 1902jul./ 3 de enero de 1903greg. - Moscú, Unión Soviética, 2 de noviembre de 1972), algunas veces transliterado del cirílico como Alexander Bek o incluso traducido al español como Alejandro Beck, fue un escritor, novelista y corresponsal de guerra soviético. Su obra más conocida es La carretera de Volokolamsk, una novela publicada por primera vez en 1943 en la revista Znamia.

## Biografía
Aleksandr Bek nació el 3 de enero de 1903 en Sarátov en la gobernación de Sarátov en esa época parte del Imperio ruso. Hijo de un médico empleado por el Ejército Imperial Ruso, Bek recibió una educación en su ciudad natal de Sarátov, donde asistió a una Realschule.
Después de la Revolución Rusa de 1917 y el estallido de la Guerra civil rusa entre los movimientos Rojo y Blanco, se unió al Ejército Rojo como voluntario a los dieciséis años Luchó en el frente oriental cerca de Ural y resultó herido. En 1919, atrajo la atención del jefe de redacción del periódico de la división, quien le asignó algunos encargos. Su primera novela Kurako, completada en honor del destacado trabajador metalúrgico soviético Mijaíl Kurako y escrita siguiendo las impresiones dejadas en Bek después de una visita a la ciudad de Kuznetsovsk, se publicó en 1934. Además en la década de 1930 escribió otras obras en el estilo del realismo socialista.
Regresó al servicio en el Ejército Rojo durante la Segunda Guerra Mundial en Moscú como voluntario en la 3.ª Compañía, 1.er Batallón, 24.º Regimiento de la 8.ª División de Fusileros Voluntarios (Krasnaya Presnya), conocida como «La Compañía de Escritores». Sin embargo, antes de entrar en combate fue reasignado para servir como corresponsal de guerra, en este cometido asistió a la tenaz defensa soviética de Moscú en 1941. En 1944 apareció la que quizás es su obra más famosa, La carretera de Volokolamsk («Волоколамское шоссе»), que trata sobre la heroica batalla defensiva de un batallón en los bosques en las afueras de Moscú, a lo largo de la carretera de Volokolamsk. La prosa es precisa y sobria. Bek describe la lucha desesperada de un batallón del Ejército Rojo pobremente equipado y en gran medida autosuficiente contra un enemigo motorizado muy superior, tanto en medios como en efectivos. Pero bajo la dirección de su comandante Baurdzhán Momish-Ulí, el batallón explota constantemente las debilidades del enemigo y finalmente logra detener el avance de la Wehrmacht. Al año siguiente, fue testigo de la rendición de la Alemania nazi en la Segunda Guerra Mundial en Berlín. Después de la guerra, visitó Manchuria y Port Arthur y escribió una serie de bocetos basados en estos viajes.
Las obras más famosas de Bek escritas durante las décadas de 1950 y 1960 incluyen Varios días («Несколько дней») y La reserva del general Panfilov («Резерв генерала Панфилова») ambas son continuaciones de su obra más famosa La carretera de Volokolamsk, las cuales aparecieron en 1960. En 1965, publicó Talento; La vida de Berezhkov («Талант; Жизнь Бережкова»), que apareció en inglés como Berezhkov - The Story Of An Inventor donde combina retratos ficticios con representaciones de personajes históricos.
La novela de Bek de 1965 The New Appointment fue escrita como un roman à clef centrado en la historia político soviético Iván Tevosian, el ministro de Producción Metalúrgica durante el gobierno de Iósif Stalin. A pesar del anuncio inicial de la publicación del libro en las páginas de la revista literaria Novy Mir, la novela no se publicó en la Unión Soviética hasta 1986, en gran parte como resultado de las protestas de la viuda de Tevosian, quien se quejó de que la obra discutía injustamente los aspectos más privados de la vida de su difunto esposo. En consecuencia, The New Appointment apareció por primera vez en Fráncfort del Meno en 1972.
Aleksandr Bek murió el 2 de noviembre de 1972 en Moscú. Su último libro, en su propia edad, se publicó después de su muerte.

## Libros
- Varios días, colección de literatura soviética, Gallimard, 1962 (en ruso, Несколько дней, 1962)
- Reserva del general Panfilov, colección de literatura soviética, Gallimard, 1963 (en ruso, Резерв генерала Панфилова, 1963)
- La carretera de Volokolamsk, colección de literatura soviética, Gallimard, 1965 (en ruso, Волоколамское шоссе, 1965)
- The New Assignment, Colección de literatura soviética actual, Messidor, 1988 (en ruso, Новое назначение, 1988)

Traducidos al español
- Bek, Aleksandr (2011). La carretera de Volokolamsk. Inédita Editores, S.L. ISBN 978-84-92400-43-0.
- Bek, Aleksandr (2021). Un nuevo nombramiento, trad. María del Mar Gámiz, Ciudad de México, Fondo de Cultura Económica (Colección Popular, 825). ISBN 978-607-16-7252-0